# Одеська єпархія УПЦ (МП)
Одеська єпархія — єпархія РПЦ в Україні на території Одеської області, крім районів Балтської єпархії.
Кафедральний собор — Спасо-Преображенський собор (1837–1936, 1936–2002). Правлячим архієреєм є Митрополит Одеський і Ізмаїльський Агафангел (Саввін).

## Історія
Після приєднання до Російської імперії Ханської України, за Ясським миром територія нинішньої єпархії була частиною Катеринославської єпархії (1789–1803). З 1803 до 1837 року Одеська єпархія була поділена між Катеринославською та Херсонською. А з 1837 року до 1959 центром херсонської єпархії слугувала Одеса. У 1837 Херсонська єпархія розділилася на Херсонську і Одеську, і Тавричеську і Сімферопольську. Починаючи з 1928 року зміни назв і меж єпархії стали не такими значними:
- 1928–1944 — Херсонська і Миколаївська єпархія
- 1946–1947 — Одеська і Кіровоградська єпархія
- 1947–1991 — Херсонська і Одеська єпархія
- Від 1991 року — Одеська і Ізмаїльська єпархія

## Архієреї

### Одеське вікаріатство Херсонської єпархії
- 5 липня 1853 — 12 липня 1858 — Полікарп (Радкевич);
- 21 вересня 1858 — 9 листопада 1862 — Антоній (Смолін) (16 листопада 1859 року — перейменований в єпископа Новомиргородського);

### Херсонська і Одеська єпархія (кафедра в Одесі)
- 9 травня 1837 — 1 березня 1848 — Гавриїл (Розанов);
- 1 березня 1848 — 26 травня 1857 — Інокентій (Борисов);
- 11 червня 1857 — 2 жовтня 1874 — Димитрій (Муретов);
- 2 жовтня 1874 — 16 листопада 1875 — Леонтій (Лебединський);
- 16 листопада 1875 — 1 березня 1877 — Іоанникій (Горський);
- 25 квітня 1877 — 4 лютого 1882 — Платон (Городецький);
- 20 лютого 1882 — 14 листопада 1883 — Димитрій (Муретов);
- 12 грудня 1883 — 27 грудня 1890 — Никанор (Бровкович);
- 12 січня 1891 — 9 серпня 1893 — Сергій (Ляпідевський);
- 3 вересня 1893 — 26 березня 1905 — Іустин (Охотин);
- 26 березня 1905 — 3 лютого 1913 — Димитрій (Ковальницький);
- 8 березня 1913 — 28 вересня 1917 — Назарій (Кирилов);
- 22 лютого 1918 — 1921 — Платон (Рождественський);
- 1919 — 1920 — Феодосій (Феодосієв) (єп. б. Смоленський);
- 1920 — 26 червня 1921 — Алексій (Баженов) (єп. Тираспольський);
- 1921 — 1925 — Прокопій (Титов);
- 29 червня 1921 — 1923 — Парфеній (Брянських) (єп. Новомиргородський та Ананьївський);
- листопад 1925 — 1927 — Никандр (Феноменов);
- 13 вересня 1927 — 27 березня 1928 — Іосиф (Петрових);
- 1926 — 1929 — Онуфрій (Гагалюк) (єп. б. Єлисаветградський, з Харкова);
- 1928 — липень 1936 — Анатолій (Грисюк);
- березень 1937 — 1939 — Митрофан (Русинов);

### Одеська і Кіровоградська єпархія
- 1944 — 1947 — Сергій (Ларін) (правив до 1946);

### Одеська і Херсонська єпархія
- 3 серпня 1948 — 1956 — Никон (Петін);
- 1956 — ? — Борис (Вік)
- 7 жовтня 1976 — 4 лютого 1990 — Сергій (Петров);
- 19 лютого 1990 — 20 лютого 1991 — Леонтій (Гудимов);

### Одеська і Ізмаїльська єпархія
- 11 лютого 1991 — 26 липня 1992 — Лазар (Швець);
- З 26 липня 1992 року — Агафангел (Саввін).

## Храми

### Одеса
- Спасо-Преображенський собор
- Собор Успіння Пресвятої Богородиці
- Грецький Свято-Троїцький собор
- Свято-Олексіївський храм
- Храм святителя Димитра Ростовського
- Храм святителя Григорія Богослова і святої мучениці Зої
- Храм Володимирської ікони Божої Матері
- Церква Святителя Луки та Архангела Михаїла

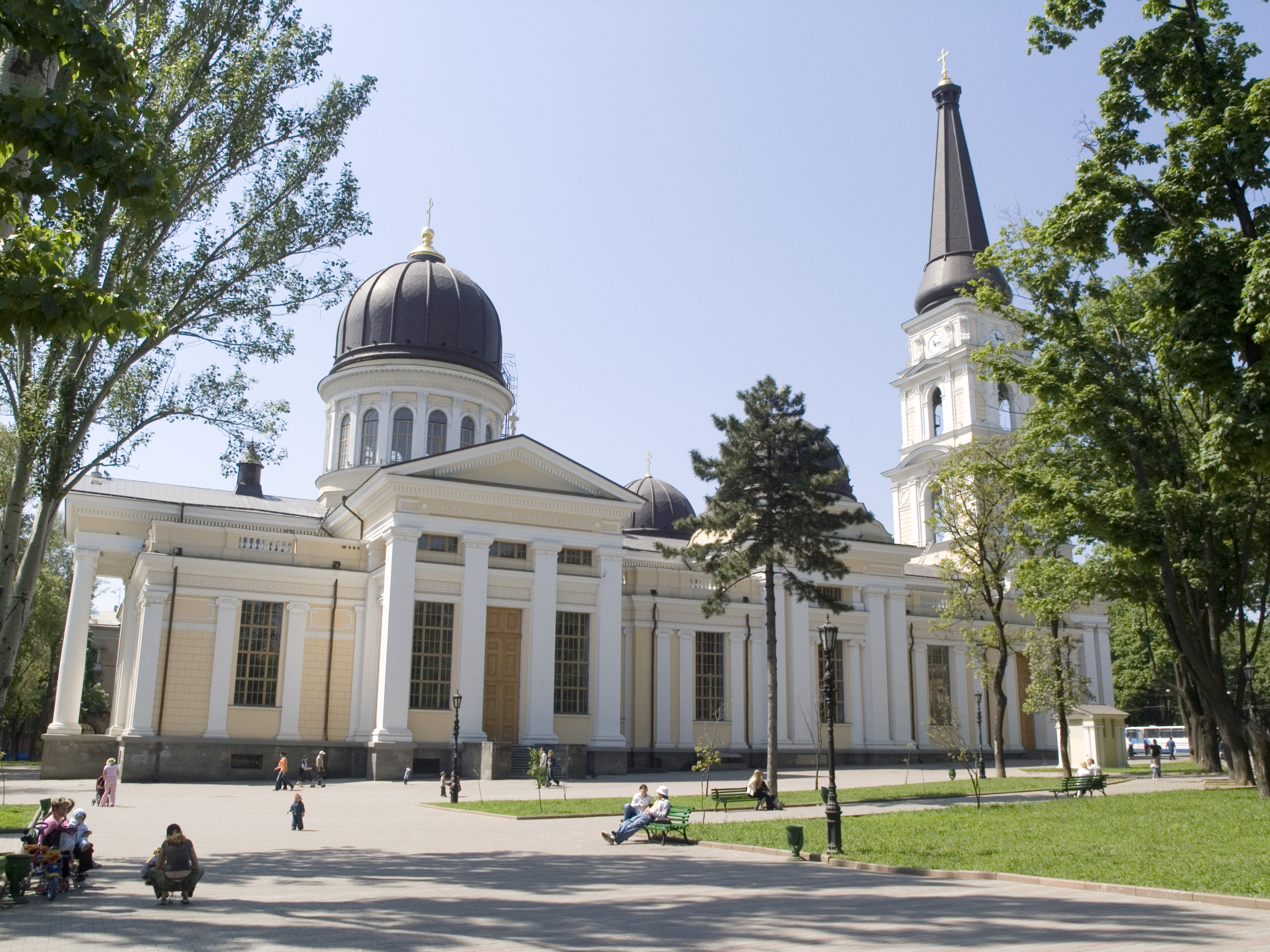
Спасо-Преображенський собор
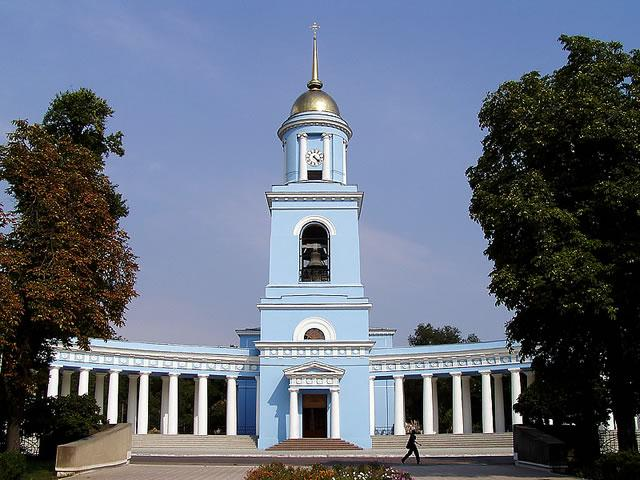
Покровський кафедральний собор

## Монастирі
- Монастир Успіння Пресвятої Богородиці
- Свято-Архангело-Михайлівський жіночий монастир
- Свято-Пантелеймонівський чоловічий монастир
- Іллінський монастир